# Teloganopsis
Teloganopsis is een geslacht van haften (Ephemeroptera) uit de familie Ephemerellidae.

## Soorten
Het geslacht Teloganopsis omvat de volgende soorten:
- Teloganopsis albai
- Teloganopsis bauernfeindi
- Teloganopsis brocha
- Teloganopsis changbaishanensis
- Teloganopsis chinoi
- Teloganopsis deficiens
- Teloganopsis gracilis
- Teloganopsis hispanica
- Teloganopsis jinghongensis
- Teloganopsis maculocaudata
- Teloganopsis media
- Teloganopsis mesoleuca
- Teloganopsis oriens
- Teloganopsis puigae
- Teloganopsis punctisetae
- Teloganopsis subsolana